# Віган
Ві́ган (англ. Wigan) — місто у Великій Британії в графстві Великий Манчестер (до 1974 в складі графства Ланкашир), на р. Дуглас і каналі Лідс-Ліверпуль за 24 км на південь від Престона, за 26,5 км на захід-північно-захід від Манчестера і за 28 км на схід-північний схід від Ліверпуля. Віган — найбільше місто і столиця муніципального району Віган. Населення міста — 81203 чоловік (2001), населення всього муніципального району — 305 600.

## Географія

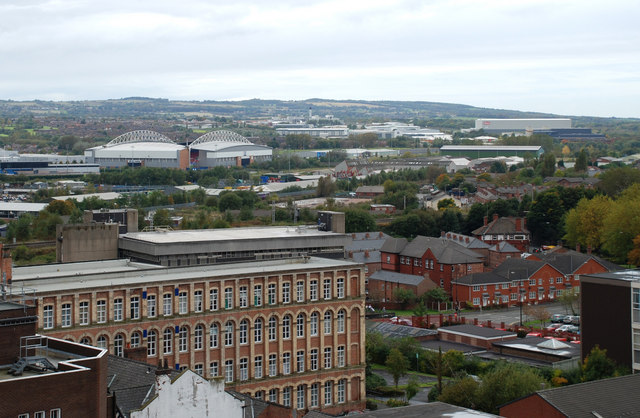
Вид Вігана зі стадіоном DW stadium на задньому плані

Віган розташований на захід і північ Гіндлі та Аштон-ин-Мейкерфілда приблизно за 19 км на захід від центру Манчестера і за 16 км на північний схід від Сент-Хеленс.
Навколо історичного міста Віган формується велике місто, що включає також Ореллі, Інс-ін-Мейкерфілд, Стандіш і Абрам (фактично вже райони Вігана). Віган з цими районами, а також містом Скелмерсдейл (Ланкашир) визначається національної службою статистики Великої Британії як міська територія Вігана, із загальною чисельністю населення 166 840 чоловік.
У Вігані, як і в більшій частині Великої Британії, помірний морський клімат, з відносно прохолодним літом і теплою зимою. Середня кількість опадів у районі міста — 806,6 мм на рік (у той час як в цілому по країні 1125 мм), кількість недощових днів — 140,4.

## Населення
Згідно з даними національної служби статистики Сполученого Королівства, населення Вігана за переписом 2001 року становить 81 203 особи. Щільність — 4403 осіб/км². Співвідношення статей — 100/95, 7 чол/жін. З осіб старше 16 років ніколи не були одружені — 28,9%, одружених — 45,0%. З 34069 домашніх господарств Вігана 29,7% складалися з однієї особи, 38,9% припадає на подружні пари живуть разом, 8,5% — на співмешканців, і 10,5% — на одного батька з дітьми. Тільки 38,5% жителів міста старше у віці 16-74 року не мають вищої освіти (що вище середнього показника по країні).
У 1931 році 9,4% жителів Вігана відносило себе до середнього класу (проти 14% в Англії та Уельсі) і до 1971 року ця кількість збільшилася до 12,4% (проти 24% загальнонаціональних). У той час як в 1931 році 38,7% уіганцев відносили себе до робітничого класу (проти 36% в середньому по країні), а в 1971 році — 33,5% (проти 26%). Таке більш повільне зменшення кількості робочих по відношенню до середнього класу дозволяє вважати Віган містом робочих.
За британським переписом 2001 року 87,7% жителів міста є християнами, мусульманами — 0,3%, індуїстами — 0,2%, буддистами — 0,1%, 6,2% — атеїсти, 0,1% — сповідують іншу релігію, 5,4% — не повідомили свою релігію. Місто входить в англіканську єпархію католицьку метрополію Ліверпуля.

## Історія
Назва Віган датується VII століття н. е. і спочатку означало «село» або «поселення». Передбачається, що назва повна назва міста було TrefWigan і складалося з двох кельтських слів — tref (означало ферму) та імені власного Wigan (мабуть власник ферми). В офіційних документах назва міста записувалося по-різному. Так зустрічається Віган (Wigan) в 1199, Вайгайн (Wygayn) в 1240 і Вайган (Wygan)).
Засвідчує про життя людей в районі міста в доісторичні часи вкрай мало. Однак наявність кельтських назв у навколишній місцевості (Брін, Макерфілд і Інс), говорить про те, що кельти жили тут ще в залізній добі.
Перші люди, що поселилися в районі Вігана, походили з кельтського племені Бріганте, яке в залізному столітті переважало на більшій частині північної Британії. У I ст. н. е. цей район був завойований римлянами. У римських документах другого століття згадується поселення Коккіум (лат. Coccium), що знаходилося в 17 милях (27 км) від римського форту Манчестер (Мамукіум) і в 20 милях (32 км) від форту Рібчестер (Бреметеннакум). Хоча відстані не точні, припускають, що Коккіум — римський Віган. Походження назва Коккіум спірно: можливо від слова коккум (лат. coccum) — означає червона тканина, або від кокус (лат. cocus) — кухар. Знайдені в Вігані римські артефакти включають монети і мансі (заїжджий двір на римських дорогах) з власною підземної піччю і лазнею. Але незважаючи на всі докази римського присутності в цьому районі не можна стверджувати, що Віган розташований на місці Коккіума. Коккіум міг розташовуватися і на місці сучасного села Стендіш, північніше Вігана.
У англосаксонські часи район міста знаходився ймовірно спочатку під контролем Нортумбрії, а пізніше Мерсії. У X столітті сюди пересилила частина скандинавів, висланих з Ірландії. Факт скандинавського присутності відображений в місцевих топонімах: так назва району Вігана Сколз (англ. Scholes) походить від скандинавського skali — хатини. Скандинавський слід є в назві та інших вулиць Вігана.

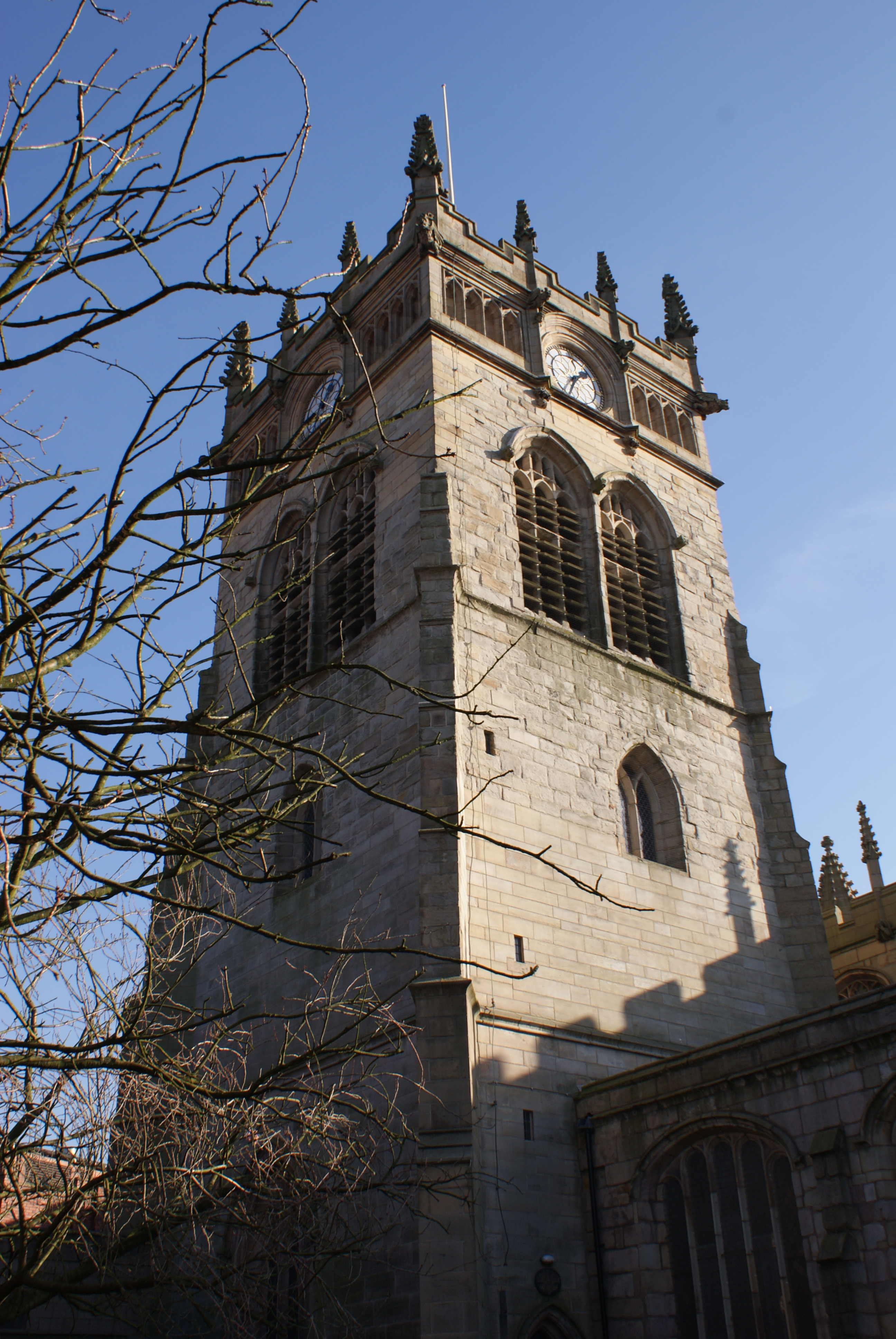
Хоча парафіяльна церква Вігана була згадана в «Книзі Страшного суду», вважається що вона була побудована в XV столітті.

Хоча Віган не був згаданий в «Книзі судного дня» — він тоді вважався частиною баронства Ньюетон (зараз Ньютон-ле-Уілловс) — вважається, що церква в маєтку Ньюетон — це парафіяльна церква Вігана. Пастори цієї церкви були господарями маєтків Віган і Ньюетон до XIX століття. Статус міста Віган отримав в 1246 році (міські права місцевому пастору і власникові маєтку Джону Мансела дарував Генріх III). У 1257–1258 роках місто отримало права на ринковий день в понеділок і організацію двох ярмарків щорічно.
Едуард II відвідав Віган в 1323 році, щоб зміцнити свою владу в регіоні, що похитнулася після повстання в Банастре в 1315 році. Едуард зупинився недалеко від монастиря Апхолланд і протягом кількох днів очолював суд в місті. У Середні століття Віган розширювався і процвітав. У 1536 році літописець Джон Леленд писав: «місто Віган настільки ж велике як і Воррінгтон, але краще побудоване. Є одна парафіяльна церква. Серед жителів є ремісники, торговці і селяни».
Під час англійської революції мешканці міста прийняли позицію короля. Джеймс Стенлі, 7-й граф Дербі, зробив місто своїм штабом. Незважаючи на укріплення, збудовані навколо міста, Віган був захоплений парламентськими військами 1 квітня 1643 року. Граф Дербі відсутній під час атаки на місто. У 1648 році роялісти на чолі з Джеймсом Гамільтоном, першим герцогом Гамільтоном, зайняли Віган після поразки від Олівера Кромвеля при Престоне. Солдати пограбували місто і відступили до Воррінгтон. Сам Кромвель описував Віган як «велике, погане та дуже зле місто».

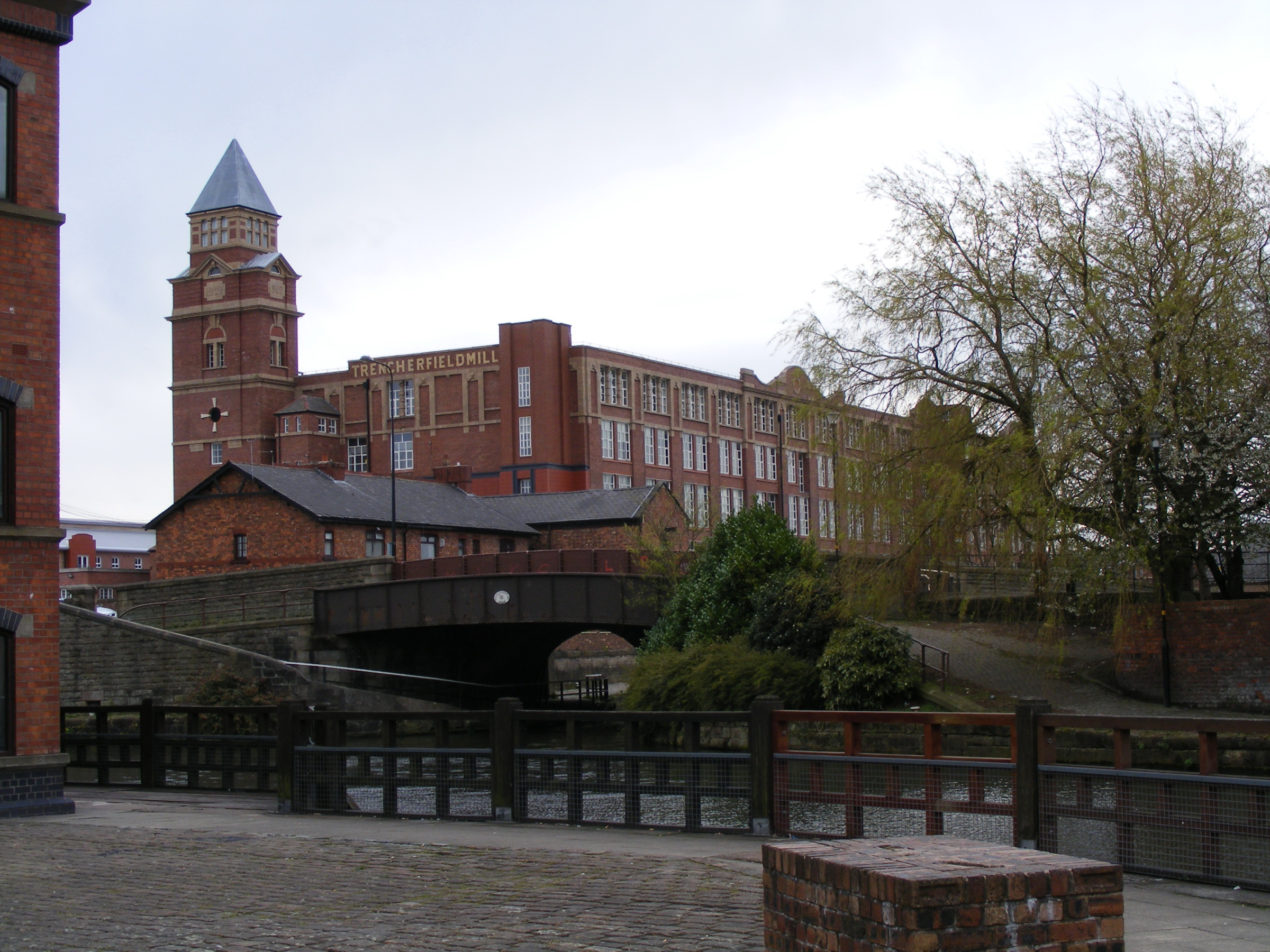
Завод Тренчерфілд — один із старих заводів Вігана, модернізованих в наш час

25 серпня 1651 року під час англійської революції відбувся бій у провулку Віган, у якому підрозділу нової зразкової армії розбили роялістів. Зараз у провулку Віган стоїть пам'ятник серу Томасові Тілдеслі, роялісти загиблому в цій битві.
У 1698 році у Вігані побувала мандрівниця Целія Фіннес і описала місто, як «симпатичне ринкове містечко з каменю та цегли». Завдяки статусу Вігана як центру вугільного виробництва та текстильної промисловості тут в 1740-х роках з'явилася каналізація (Douglas Navigation), а пізніше, в 1790-х роках, був трохи перебудований канал Лідс-Ліверпуль (щоб була можливість транспортування вугілля на заводи Вігана та більше ефективно збувати місцеву продукцію). Як заводський місто Віган був важливим текстильним центром під час промислової революції. Проте бавовняні тканини тут почали робити тільки в 1800-х, щоб було пов'язано з відсутністю неподалік швидких річок. Уже 1818 році в районі Уоллгейт було 8 бавовнопрядильна фабрика. Ці заводи отримали погану славу через свої небезпечні та нестерпні умов, низьку заробітню плату та використання дитячої праці. У 1854 році в районі Вігана працює 54 вугільні шахти (шоста частина всіх шахт Ланкаширу).
У 1830-х в Вігані з'явилася залізниця (був пов'язаний з Престоном, Манчестером і Ліверпулем). З кінця XIX століття Віган був великим центром бавовняного виробництва і залишався ним до середини XX століття.
У 1937 році Віган був описаний в оповіданні Джорджа Оруелла «Дорога на причал Вігана», де описується життя бідних англійських робітників.

## Політика
З 2004 року Віган розділений на 5 виборчих округів (всього в муніципальному районі Віган їх 25), у кожному з яких обирають трьох членів Ради муніципального району (всього 75). Це округи Дуглас, Пембертон, Центральний Віган, Західний Віган і Ворслі Меснес. Ця рада здійснює місцеве самоврядування.
26 серпня 1246 Вігану була надана Королівська грамота, яка давала йому права вільного міста (Манчестер таку грамоту отримав тільки в 1301 році). Як вільне місто воно був представлене в зразковому парламенті Едуарда I двома бюргерами — почесними жителями міста. Вважається, що перші вибори мера міста пройшли в 1350 році, після підтвердження Королівської грамоти. Вибори відбувалися наступним чином: обирається три бюргера з яких лорд вибирав одного, який був мером Вігана протягом року.
Між власником маєтку і містечком йшла конкуренція за владу. Так в 1328 році власник маєтку скаржився, що бюргери містять приватні ринки від яких він не отримує доходу. У XVI столітті протистояння продовжилося з єпископом Стенлі, який вважав, що податки з продажів повинен збирати лорд. У 1583 році місто намагалось узурпувати владу лорда, тому що по суті виконував його обов'язки: упорядковували невживані і громадські землі, видавав дозволи на використання цих земель. У цьому протистоянні був досягнутий компроміс поділом влади між сторонами.
Згідно з муніципальним законом 1835 року місто отримало світовий суд, муніципалітет (із сорока чоловік) і було розділене на 5 районів (кожен район в муніципалітеті представляли два олдермена і шість радників). Місцевий парох мав права лорда до 2 вересня 1861 року, коли місто викупило ці права. Закон 1888 року визначав всі міста з населенням понад 50000 чоловік як «графські міста», що мають права як міста так і графства. Віган став «графським містом» 1 квітня 1889 року, отримавши незалежність від ради Ланкашіру графства. Були змінені межі районів: їх стало 10 (кожен обирав одного олдермена і трьох радників). У 1904 році до Вігану було приєднані містечко Пембертон і додані ще 4 райони. У 1974 році «графське місто Віган» було скасоване, а його територія стала частиною муніципального району Віган.
Віган знаходиться на території Віганского парламентського виборчого округу, який був перетворений в 1547 році. З 1640 до 1885 року (виданий закон «Про перерозподіл місць в Парламенті») округ обирав двох депутатів, після 1885 року — одного. З 1918 року на виборах в окрузі перемагає лейбористська партія. З 1999 року Віган в парламенті представляє Нейл Тернер.

## Економіка
| Порівняння зайнятості населення в Вігані і у Великій Британії | Порівняння зайнятості населення в Вігані і у Великій Британії | Порівняння зайнятості населення в Вігані і у Великій Британії | Порівняння зайнятості населення в Вігані і у Великій Британії |
| ------------------------------------------------------------- | ------------------------------------------------------------- | ------------------------------------------------------------- | ------------------------------------------------------------- |
| Перепис населення Великої Британії 2001                       | Віган                                                         | Віган (район)                                                 | Англія                                                        |
| Працездатне населення                                         | 59.215                                                        | 220.196                                                       | 35.532.091                                                    |
| Повна зайнятість                                              | 40,7%                                                         | 41,7%                                                         | 40,8%                                                         |
| Часткова зайнятість                                           | 12,7%                                                         | 11,9%                                                         | 11,8%                                                         |
| Працюючі на себе                                              | 5,3%                                                          | 6,2%                                                          | 8,3%                                                          |
| Безробітні                                                    | 3,7%                                                          | 3,2%                                                          | 3,3%                                                          |
| Пенсіонери                                                    | 14,0%                                                         | 13,7%                                                         | 13,5%                                                         |

Згідно з переписом населення Великої Британії 2001 року працююче населення міста у віці 16-74 років було зайнято: оптова та роздрібна торгівля — 22,4%, промисловість — 18,8%, охорона здоров'я і соціальна сфера — 10,2%, будівництво — 8,6%, нерухомість і обслуговування бізнесу — 8,0%, транспорт і зв'язок — 7,4%, освіта — 6,5%, державна адміністрація — 5,2%, готелі та ресторани — 4,1%, фінансова сфера — 2, 7%, енерго-і водопостачання — 0,7%, сільське господарство — 0,4%, гірська промисловість — 0,1%, інша — 4,8%. У порівнянні із загальнонаціональними показниками в Вігані більше зайнятих у торгівлі (в цілому по Великій Британії — 16,9%) та виробництві (у Великій Британії — 14,8%) і менше в сільському господарстві (у Великій Британії — 1,5%).

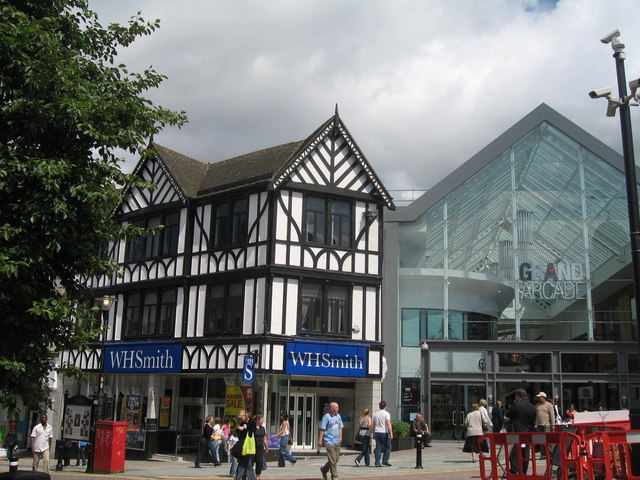
Ринкова площа і торговий центр «Grand Arcade»

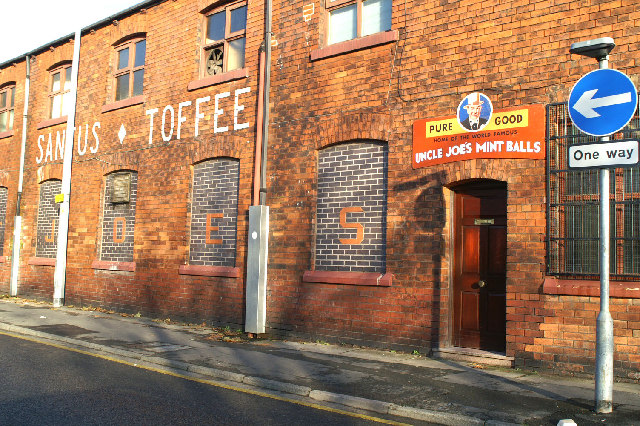
Фабрика у Вігані, де виробляються шоколадні кульки Uncle Joe's

На місці старої електростанції 22 березня 2007 року у Вігані був відкритий торговий центр «Grand Arcade», вартістю 120 мільйонів фунтів стерлінгів. Його споруда почалася в 2005 році на місці Казино Віган і Рітца. Розвивається район пірсу Вігана згідно з 10-річного плану під назвою «Wigan Pier Quarter». Згідно з цим планом буде відреставрований і переплановано завод Тренчерфілд. У ньому буде розташовуватися готель, ресторан, кафе, магазини і 200 квартир. Також в районі пірсу планується побудувати новий плавальний басейн, центральну та дитячу бібліотеку. Були плани будівництва 18-поверхового житлового будинку «Tower Grand». Через спад на ринку нерухомості в 2008 році будівництво відкладено.
На місці старої електростанції Westwood недавно був створений діловий центр Westwood [45]. У майбутньому планується на більшій частині площі належить компанії Wigan MBC (220.000 м²) у співпраці з китайською державною компанією Chinamex створити текстильний центр (предополагаемая вартість будівництво 125 млн фунтів стерлінгів). Цей центр дасть приблизно додаткову 1.000 робочих місць. У Вігані має своє представництво мережу букмекерських контор Tote, що дає 300 робочих місць. Тут розташований завод харчової промисловості бренду «H. J. Heinz», найбільший в Європі. У Вігані Джоном Джарвісом Бротоном була заснована компанія «JJB» Sports, загальнонаціональна мережа роздрібних магазинів спортивного одягу (пізніше JJ Bradburn), яка була викуплена і розширена бізнесменом Девідом Віланом. У Вігані також базуються «Girobank» і кондитерська фабрика «William Santus & Co. Ltd», виробник шоколадних кульок Uncle Joe's.

## Транспорт

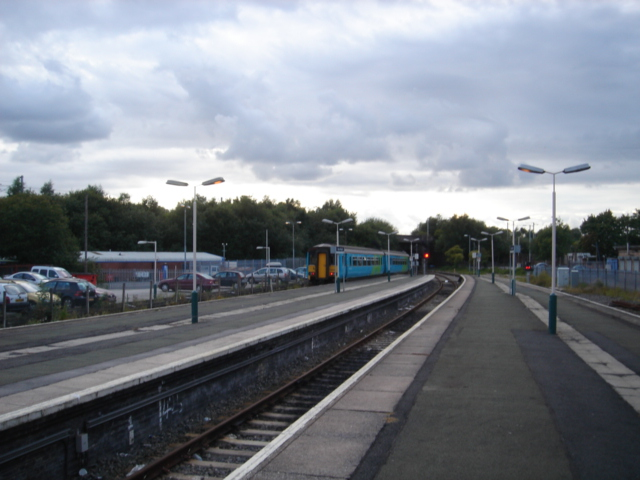
Станція Віган Воллгейт

Віган знаходиться на перетині доріг А49 і А577, які пов'язані з автострадами М6, М61 і М58. Через збільшення кількості автотранспорту в останні роки це дороги протягом дня були переповнені. Це пов'язано з географічним положенням міста, розташуванням річок і залізничних шляхів, які заважають будівництву нових доріг.

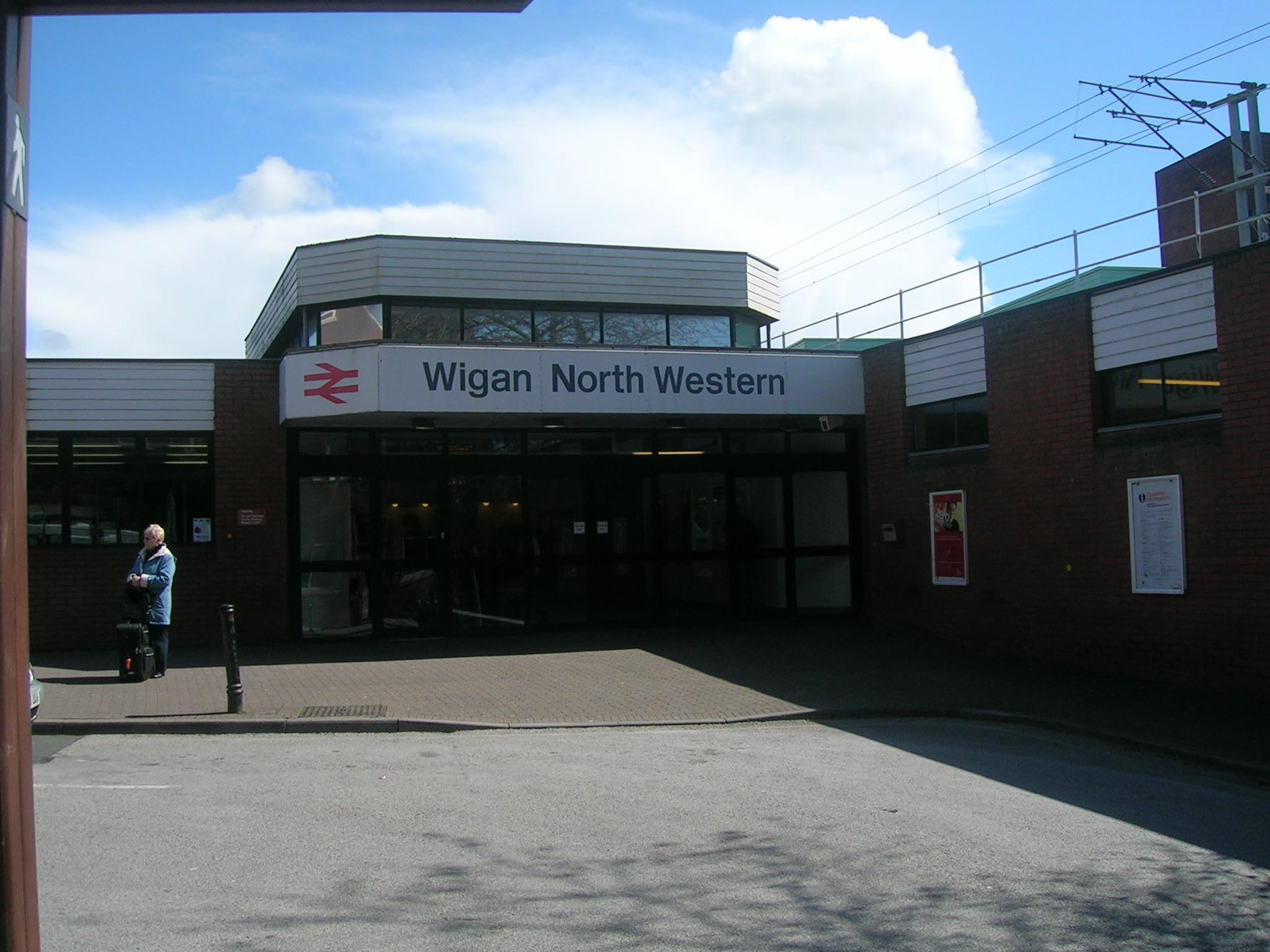
Вхід на станцію Віган Норт Вестерн

У Вігані є дві залізничні станції. Вони розташовані через вулицю один від одного в районі Уоллгейт в південній частині міста. Станція Віган Норт Вестерн обслуговує електрифікований напрямки північ-південь головною магісталі західного узбережжя. Компанія «Вірджін Трейнс» забезпечує рейси в Еустон (Лондон), Бірмінгем, Ланкастер, Карлайл, Единбург і Глазго; «Нозерн Рейлі» до Блекпул і Престону, а також місцеві рейси в напрямку Сент-Хеленс і ліверпульської станції Лайм Стріт. Друга станція Вігана — Уолгейт — обслуговує направлення на схід і захід від Вігана. Тут «Нозерн Рейлі» забезпечує поїзда до Саутпорт і Кіркбі (мається зв'язок з вокзалом Сентрал в Ліверпулі). Приватні місцеві компанії забезпечують зв'язок з Болтоном і Манчестером (вокзали Вікторія і Пікаділлі), а також Аеропорт Манчестер, Стокпорт, Олдхем і Рочдейл. Станція Пембертон обслуговує район Вігана Пембертон.
Мережа місцевих автобусів координується компанією GMPTE. Автобусне обслуговування на великі відстані здійснює компанія National Express. Автобусними перевезеннями займаються також дрібні місцеві компанії: First Manchester, Arriva, South Lancs Travel і Stagecoach North West. На каналі Лідс-Ліверпуль розташовується пристань Віган. У каналу є відгалуження Віган-Лі, що з'єднуються з каналом Бріджуотер (пов'язує Віган з Манчестером).

## Визначні місця

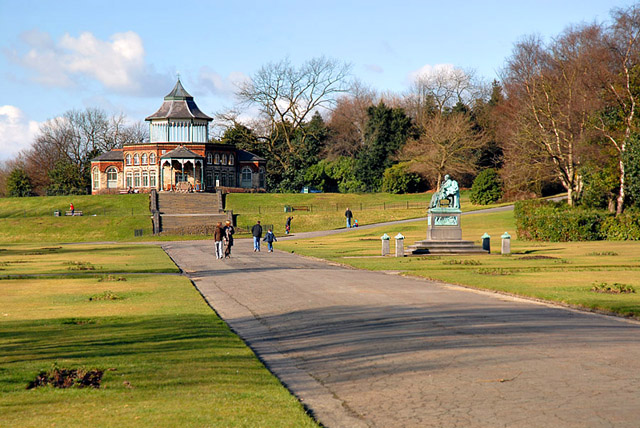
Павільйон у парку Меснес в Вігані

Історія Вігана відображена в його 216 старих будівлях, 20-ти з яких присвоєна марка II. Єдиним охранеяемим пам'ятником в місті є Хрест Меб (англ. Mab's Cross) (всього в муніципальному районі Віган охоронюваних 12 пам'яток). Це середньовічний кам'яний хрест, побудований ймовірно в XII столітті. За легендою леді Мейбл Бредшоу, дружина сера Вільяма Бредшоу, раз на тиждень босий здійснювала прогулянку від свого будинку (англ. Haigh Hall) до цього хреста, щоб спокутувати двошлюбність. Підтверджень цього факту немає. Сучасний Haigh Hall був побудований в 1827–1840 роках на місці маєтку з такою ж назвою, яке було знищено в 1820 році. Будинок оточений парком, площею близько 1 км², у якому є як природні так і паркові насадження.

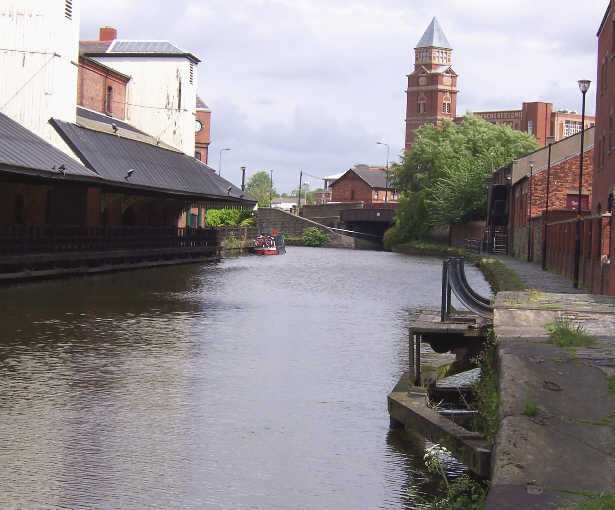
Реконструйований пірс Вігана

Парк Меснес був побудований за проектом архітектора Джона Маккліна і відкритий в 1878 році. Парк розташований на площі в 12 га на північний захід від центру Вігана. У центрі парку є павільйон і озеро. Щорічно парк відвідують 2 млн осіб і тут проходить Всесвітній фестиваль Вігана.
Також пам'ятками Вігана є:
- Пірс Вігана;
- Завод Тренчерфілд;
- Галерейний торговий центр (англ. Galleries Shopping Centre);
- Ратуша Вігана;
- Стара будівля ринку;
- Військовий меморіал.

Віган є батьківщиною щорічного чемпіонату з поїдання пиріжків (англ. World Pie Eating Championship). Зазвичай він проводиться в барі Harry's Bar в Іоллгейті, Віган. Змагання проводяться з 1992 року, а з 2007 року в ньому також беруть участь вегетаріанці. Назву отримав від загального страйку 1926 року, коли шахтарі Вігана були змушені їсти «пиріг приниження».

## Культура

### Освіта
У Вігані розташовані наступні коледжі: Вінстенлі, Св. Джон Рігбі, Раншоу і Віган і Лі коледж. Вони пропонують широкий набір як академічних так і професійно-технічних курсів. Серед шкіл відомі: Стендіш Ком'юніті Хай Скул, Сент-Пітерс Католик Хай Скул, Дінер Хай Скул, Сент-Джон Фішер Католик Хай Скул, Абрахам Гуест Хай Скул, ПЕМБЕК Хай Скул, Шевігтон Хай Скул, Роуз Бридж Хай Скул, Ап Холланд Хай Скул , Хиндлі Ком'юніті Хай Скул, Байркхолл Хай Скул, Ауе Лейді Куїнн оф Піс РС Хай Скул, Сент-Едмунд Арроусміт Католик Хай Скул і Хоуклі Холл Хай Скул.

### Спорт

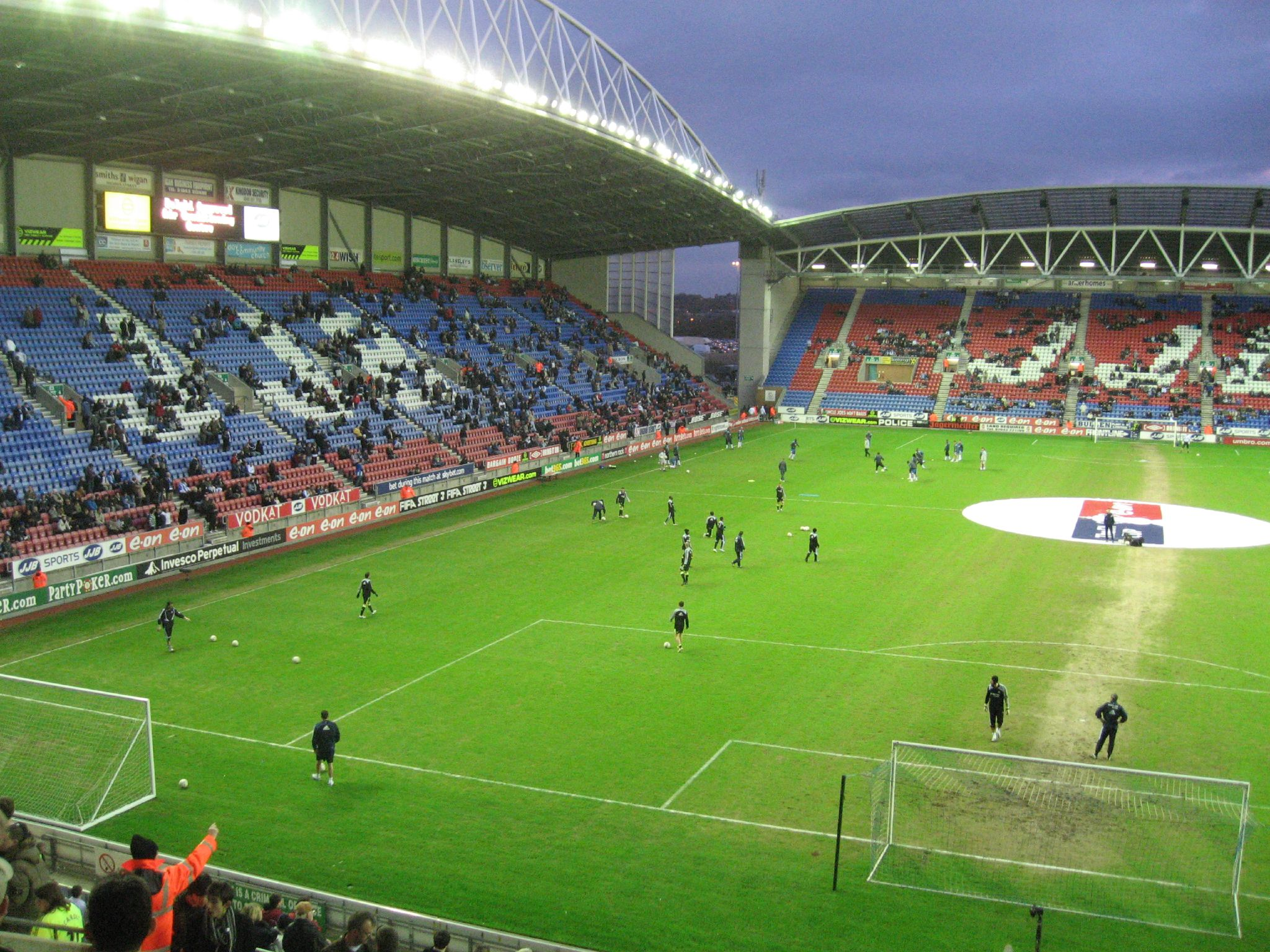
Віган Атлетік і Віган Верріорз ділять Ді-Дабл-Ю.

Найпопулярнішими ігровими видами спорту в Вігані є футбол і регбі. Тут базуються футбольний клуб «Віган Атлетік» і регбійний «Віган Верріорз». Вони проводять свої матчі на стадіоні DW Stadium (до серпня 2009 року він носив назву «JJB Stadium»). Вартість будівництва стадіону оцінюється в 30 млн фунтів стерлінгів. Відкриття відбулося в 7 серпня 1999 року (матч другого дивізіону «Віган Атлетік» — «Сканторп Юнайтед» 3:0). Місткість стадіону — 25 000 глядачів. До переїзду на нову арену Віган Атлетік і Віган Верріорз грали на Спрінгфілд Парк (зараз на місці стадіону житлові квартали) і Сентрал Парк відповідно.
Перший професійний футбольний клуб міста — «Віган Боро» — був організований у 1920 році і став одним із засновників Третього Дивізіону в сезоні 1921/22 (грав у Північній групі). У сезоні 1931/32 команда знялася зі змагань. Футбольний клуб Віган Атлетік був заснований в 1932 році і обраний до Англійську лігу. За підсумками сезону 2004/2005 клуб вийшов у Прем'єр-лігу, де грає до сих пір. У 2006 році Віган Атлетік став фіналістом Кубка Ліги (у фіналі програли «Манчестер Юнайтед» з рахунком 4:0). У місті є ще одна футбольна команда — «Віган Робін Парк» (грає в 10 за рівнем англійському футбольному дивізіоні — Норт-Вест Каунті Ліга, Дивізіон 1).
Плавальний басейн міжнародного стандарту в центрі Вігана зараз знаходиться на реконструкції (закінчення її очікується в 2011 році). Басейн був побудований в 1966 році. У басейні тренувалися олімпійці, у тому числі медалістка Джун Крофт (бронза в 1984 році в Лос-Анджелесі і срібло в 1980 році в Москві).
У Вігані є команда Віган Ворлордз з хокею на роликах у віці до 16 років, яка є чемпіоном Англії і бронзовим призером чемпіонату Європи.

### Музика

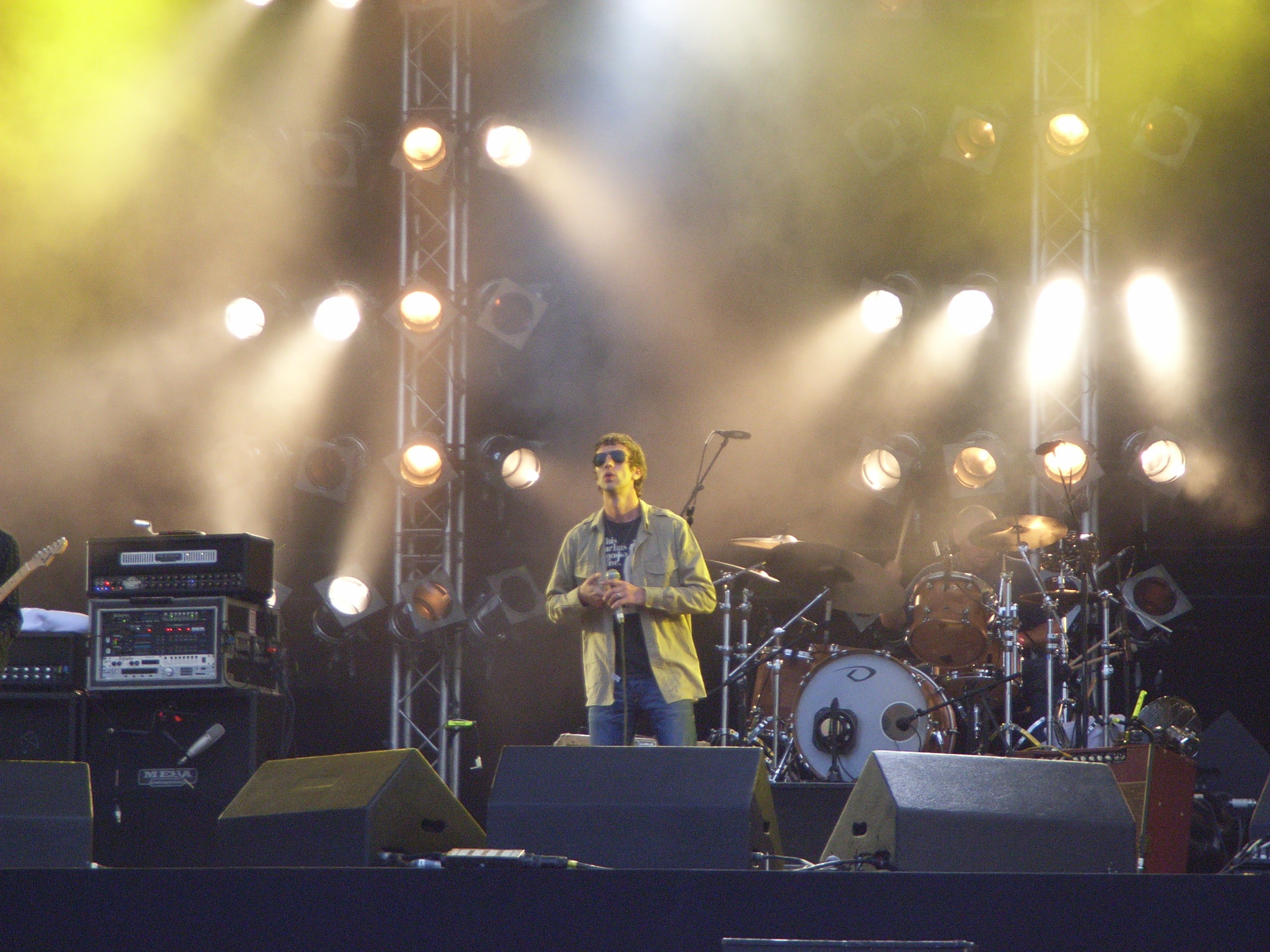
«The Verve» на концерті в 2008 році

Віган відомий своєю популярною музикою. Найвідоміші виконавці — батько і син Джордж Форнбі. Тут же з'явилася трупа танцюристів «Вісім Ланкаширських хлопців», у якій дебютував Чарлі Чаплін. Місцеві гурти отримали популярність: «The Verve», «The Ting Tings», «The Railway Children», «Witness», «The Tansads», Limahl з гуртом «Kajagoogoo» і (зовсім недавно) «Starsailor». Найвідоміший «The Verve» (один з найуспішніших у Великій Британії в 1990-х роках) мав успіх і за кордоном (зокрема була учасницею рок-фестивалю в США Lollapalooza). Учасники гурту зустрілися під час навчання в коледжі Вінстенлі.
У 1973–1981 роках в Казино Віган перебувала дискотека «Empress Ballroom». У 1978 році журнали Billboard і American music magazine назвали Казино Віган найкращою дискотекою у світі. У 1982 році тут сталася пожежа і будинок було знищено.